# Budha (Mercurio)

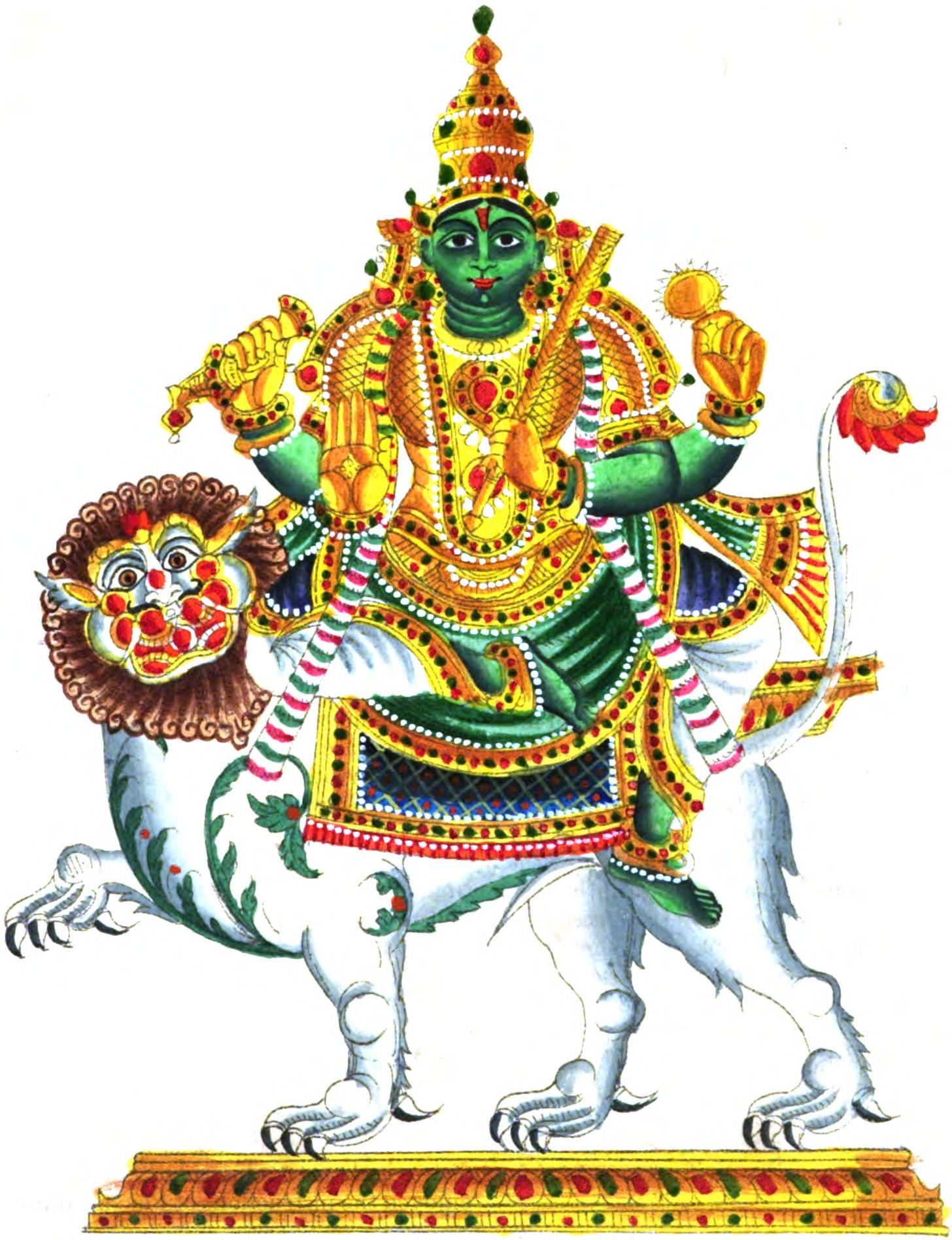
Budha

En la mitología hinduista, Budha es el nombre del planeta Mercurio, hijo del dios Chandra (dios de la Luna) con su esposa Tara o Rójini También es el dios de la mercancía y protector de los comerciantes.
No se debe confundir con Buda (o Buddha), el religioso nepalí fundador del budismo (480-400 a. C., ±20 años).

## Nombre
- budha, en el sistema AITS (alfabeto internacional para la transliteración del sánscrito).[1]
- ബുധന്, en malaialam
- ಬುಧ, en canarés
- புதன், en idioma tamil
- बुध, en escritura devanagari del sánscrito.[1]
- Pronunciación: /búdja/ en sánscrito[1] o /búda/.
- Etimología: ‘despertar, despierto, inteligente, sabio’[1]

## Varios significados[1]
- - despertar;
    - uṣar-budha, estar despierto al amanecer; según el Rig-veda 3.2.14 y 6.15.1 (el texto más antiguo de la India, de mediados del II milenio a. C.);

  - inteligente, sabio; según el Majábharata (texto épico-religioso del siglo III a. C.) y las Leyes de Manu;
  - un varón sabio o erudito;
  - cualquier dios varón; según lexicógrafos (tales como Amara Simja, Jalaiuda, Jema Chandra, etc.);
  - un perro macho; según lexicógrafos;
  - nombre de un rey descendiente de Soma (llamado por eso Saumya y Saumāyana), autor del texto 10.1 del Rig-veda; fue padre de Pururavas; identificado con el planeta Mercurio;
  - el planeta Mercurio, considerado hijo de Soma o la Luna; según el Pancha-vimsa-brahmana, el Majábharata y el Ramaiana;
  - nombre de un descendiente de Atri y autor del Rig-veda (5.1); según los anukramaṇikās;
  - nombre de un hijo de Vega-vat y padre de Trina Bindu; según los Puranas;
  - nombre de varios autores.

Derivados
- Budhatāta: padre de Budha, la Luna;
- budha-dina: ‘día de Mercurio’, el día miércoles;
- budha-ratna: ‘joya de Mercurio’, una esmeralda;
- Budha Suta: ‘hijo de Budha’, nombre de Pururavas (el primer rey de la dinastía lunar); según los Puranas.

## Representación
Se le representa como un varón suave, elocuente, y con una tez verdosa. En el templo Ramghur se lo representa con una cimitarra, una pesada maza de metal y un escudo, montando un león alado. En otras representaciones sostiene un cetro y un loto y monta un águila, un carro tirado por leones o está de pie sobre una alfombra.
Budha se casó con Ila, la hija de Vaivasvata Manu; y fue padre de Pururava.

## Regente del día miércoles
El dios Budha preside budha-vara o budha-dina (‘día de [el dios] Mercurio’, o miércoles).
- budhavara: hindi, urdu, telegú, bengalí, maratí, guyaratí y canarés
- budhan kizhamai: tamil
- Budhanazhcha: malaialam
- Wan Phut (วันพุธ) (วัน พุธ): tailandés